# Tingo (distrito)
Tingo é um distrito peruano localizado na Província de Luya, departamento Amazonas. Sua capital é a cidade de Tingo.

## Transporte
O distrito de Tingo é servido pela seguinte rodovia:
- AM-110, que liga o distrito  à cidade de Chachapoyas[2][3][4]